# ルーイ・シティFC
ルーイ・シティFC（タイ語: สโมสรฟุตบอลเลย ซิตี้, 英語: Loei City Football Club）は、タイ王国のルーイ県をホームタウンとするサッカークラブ。

## 歴史
2009年にリージョナルリーグ・ディヴィジョン2 （3部）の東北リーグに加入すると、初年度に優勝、2010年には2連覇を達成した。しかし、チャンピンシップでは2年連続で最下位に終わった。2011年に東北リーグ2位で3年連続でチャンピオンシップに進出したが、昇格圏内の2位と勝ち点差1の3位に終わり、タイ・ディヴィジョン1リーグに昇格できなかった。

## タイトル

### 国内タイトル
- リージョナルリーグ・ディヴィジョン2 東北リーグ (2) : 2009, 2010
  - 準優勝 (1) :  2011

## 過去の成績
- 2009 リージョナルリーグ・ディヴィジョン2 東北 : 優勝
  - 2009 リージョナルリーグ・ディヴィジョン2 チャンピオンシップ : 5位
- 2010 リージョナルリーグ・ディヴィジョン2 東北 : 優勝
  - 2010 リージョナルリーグ・ディヴィジョン2 チャンピオンシップ : グループB 6位
- 2011 リージョナルリーグ・ディヴィジョン2 東北 : 2位
  - 2011 リージョナルリーグ・ディヴィジョン2 チャンピオンシップ : グループA 3位
- 2012 リージョナルリーグ・ディヴィジョン2 東北 : 4位
- 2013 リージョナルリーグ・ディヴィジョン2 東北 : 6位